# Acidente do helicóptero da MONUSCO em 2022
O acidente do helicóptero da MONUSCO em 2022 foi um acidente ocorrido em 29 de março de 2022, um helicóptero Puma pertencente à divisão de aviação do Exército do Paquistão e atribuído à Missão de Estabilização da Organização das Nações Unidas na República Democrática do Congo (MONUSCO) caiu durante uma missão de reconhecimento sobre a província de Quivu do Norte, República Democrática do Congo. O acidente matou todos os oito Peacekeepers da ONU a bordo, seis do Paquistão e um da Rússia e um da Sérvia.

## Acontecimentos
Em 29 de março, o centro de operações da MONUSCO perdeu contato com um helicóptero em uma missão de reconhecimento no leste do Congo, na área ao redor da vila de Tshanzu, a sudeste da cidade mais importante regionalmente de Rutshuru.
Uma operação de busca e resgate recuperou os corpos mais tarde naquele dia e os levou para Goma, capital da província. 
As Forças Armadas da República Democrática do Congo disseram que o acidente de helicóptero foi feito intencionalmente pelo rebelde Movimento 23 de Março (M23), que participa de uma insurgência contra o governo desde 2014. O porta-voz do M23, Willy Ngoma, acusou o governo congolês de mentir, dizendo que o grupo suspeitava que os militares fossem responsáveis. Os combates entre o exército congolês e o M23 já duravam vários dias antes do acidente em Kivu do Norte.

## Reações
O primeiro-ministro do Paquistão, Imran Khan, disse estar cheio de um "profundo sentimento de horror e tristeza", agradecendo aos militares paquistaneses por suas operações.